# Vornbach
Vornbach ist ein Gemeindeteil der Gemeinde Neuhaus am Inn im niederbayerischen Landkreis Passau.

## Lage
Das Pfarrdorf Vornbach liegt etwa zwei Kilometer nordöstlich von Neuhaus an der Vornbacher Enge, wo der Inn den Neuburger Wald durchbricht. Das Ortsbild wird durch die Bauten des ehemaligen Benediktinerklosters Vornbach geprägt.

## Geschichte
Vornbach wurde im Jahr 1028 als Formbach erstmals schriftlich erwähnt. Die Siedlung war im Mittelalter Hauptort der Grafschaft Formbach, deren Burg schließlich durch das Kloster ersetzt wurde. 1341 verlieh Kaiser Ludwig der Bayer dem Kloster die Hofmarkgerichtsbarkeit. 1646 wurde während des Dreißigjährigen Krieges das Dorf niedergebrannt und das Kloster verwüstet, anschließend breitete sich die Pest aus.
1747 wurde in Vornbach der Naturforscher Franz von Paula Schrank geboren. 
Mit dem Frieden von Teschen 1779 kamen die östlich des Inn gelegenen Gebiete des Kurfürstentums Bayern als „Innviertel“ zu Österreich. Dies hatte auch Auswirkungen auf Vornbach, da der Untere Inn, der bis dahin in erster Linie ein Handelsweg innerhalb Bayerns gewesen war, damit zum Grenzfluss zwischen dem Kurfürstentum Bayern und Österreich ob der Enns wurde.
1803 erfolgte die Aufhebung des Klosters im Zuge der Säkularisation in Bayern. Den verbliebenen Landbesitz von 120 ha, das sogenannte Schlossgut, erwarb F. X. Bachmeier. 1810 entstanden die Gemeinde und der Steuerdistrikt Vornbach. 1857 kaufte Freiherr von Schätzler das Schlossgut und baute Teile des Konventgebäudes aus. 1859 legte Carl von Effner den Schlosspark mit Felsengrotte an.
1882 wurde ein Schulhaus erbaut. 1939 erwarb Dr. Carl Ludwig Duisberg das Schlossgut und machte es zum Ort von Theaterinszenierungen. Im Zweiten Weltkrieg diente das Kloster ab 1944 als Lazarett.
1949 wurde Dr. Hans Hahn neuer Schlossbesitzer. Bis heute gehört das Schloss Vornbach der Familie Hahn und dient als Veranstaltungs- und Ausstellungsort. 1965 entstand die neue Volksschule. Durch die Inbetriebnahme der Staustufe Passau-Ingling ebenfalls 1965 verlor der Inn bei Vornbach 90 % seiner früheren Strömungsgeschwindigkeit und bildet seither eine relativ träge Wassermasse. Gleichzeitig stieg der Innspiegel bei Vornbach um etwa fünf Meter, wodurch Teile der Uferhänge im Wasser verschwanden. Am 1. Januar 1972 gelangte Vornbach im Rahmen der Gebietsreform in Bayern zur Gemeinde Neuhaus am Inn. 1977 wurde Vornbach Bundessieger im Wettbewerb Unser Dorf soll schöner werden. Seit 1993 besteht das Heinrich-Schütz-Ensemble Vornbach. In den Jahren 2006/07 erhielt der Dorfplatz eine Neugestaltung.

## Sehenswürdigkeiten

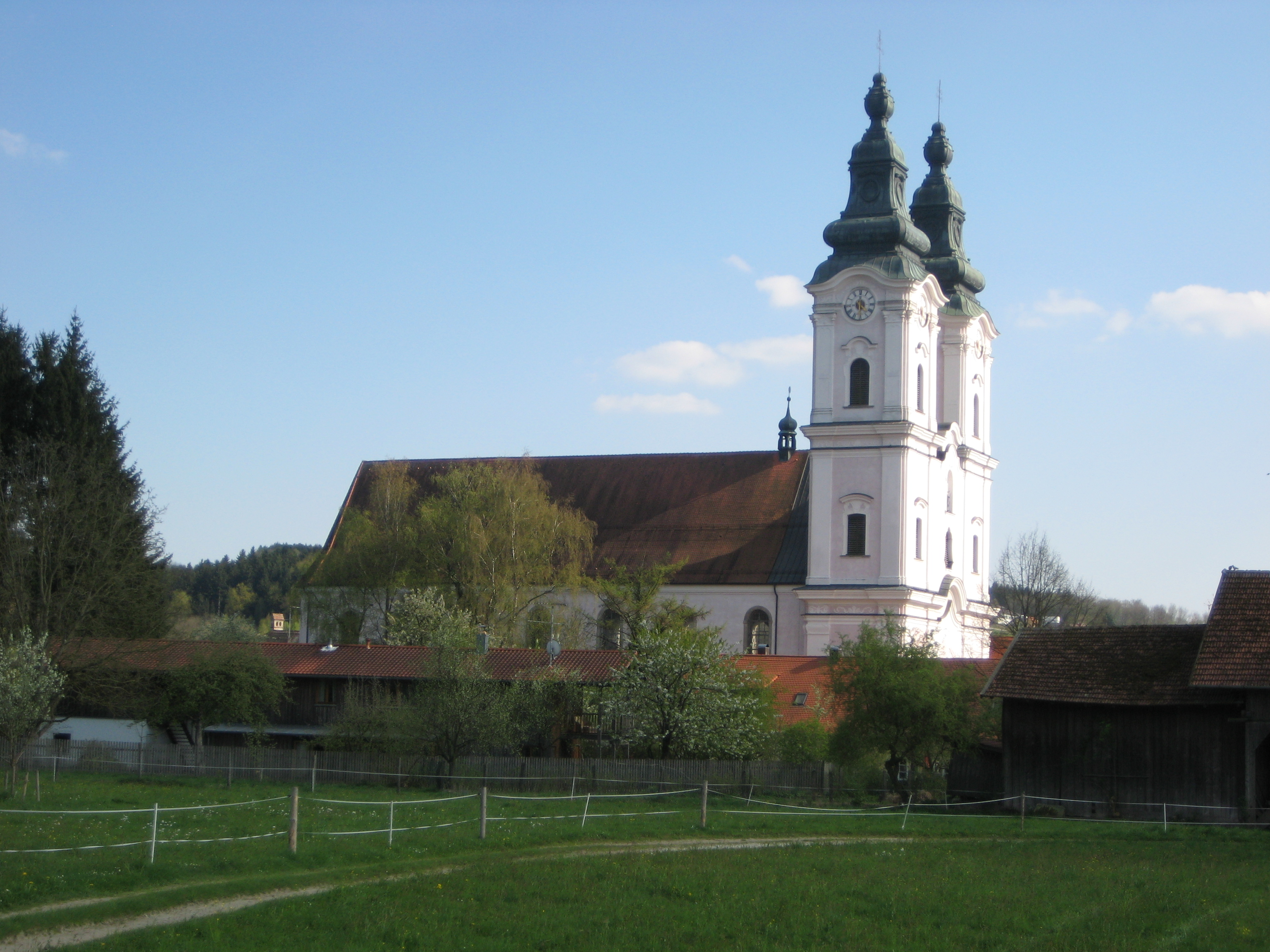
Kirche von Kloster Vornbach

- Pfarrkirche Mariä Himmelfahrt, die 1770 auf romanischem Kern erbaute ehemalige Stiftskirche des Klosters Vornbach
- Schloss Vornbach, das seit dem 19. Jahrhundert als Privatresidenz genutzte ehemalige Konventsgebäude des Klosters Vornbach
- Friedhofskirche St. Martin, der erhaltene Chor der bis 1803 genutzten alten Pfarrkirche von Vornbach, welche ursprünglich aus dem 15. Jahrhundert stammt und neben Wandmalereien eine Pietagruppe im Schreinaltar besitzt

## Bildung
- Volksschule Vornbach (Grundschule)